# 中川俊郎
中川 俊郎（なかがわ としお、1958年 - ）は、日本の作曲家、ピアニスト。

## 人物
東京都中野区出身。桐朋学園大学音楽学部作曲科卒業。作曲を三善晃、ピアノを末光勝世、森安耀子各氏に師事。70歳になるジョン・ケージを迎えて行なわれた「MUSIC TODAY '82（武満徹企画構成）」の一環として開催された10周年記念国際作曲コンクールで、自作し自演を行った作品において第1位を獲得、ジョン・ケージにも高く評価される。1988年村松賞、およびグループ「アール・レスピラン」の一員として第12回中島健蔵音楽賞を受賞（現在は同グループを脱会）。2009年、サントリー芸術財団主催で「作曲家の個展2009、中川俊郎」が開催され、その成果に対して、第28回中島健蔵音楽賞を受賞。 他にCM音楽界においても「ACC賞」等受賞多数。
現在、日本現代音楽協会理事、日本作曲家協議会常務理事。作曲家団体「深新會」副代表。お茶の水女子大学非常勤講師。 CM音楽の分野でも受賞多数。
1999年から2001年まで神奈川県立音楽堂のレジデント・アーティストグループ“トリオ・デュ・モンド”を、ヴァイオリン、箏、ピアノ（チェンバロ兼）という異例の編成で結成し、話題となる。2005年、曽我部清典、松平敬とともに双子座三重奏団を結成。
今までの他のコラボレーションの相手には、コントラバス奏者・池松宏、邦楽囃子笛方の福原徹、ダンスカンパニー「パパ・タラフマラ」の演出家小池博史（この時は、音楽を担当しながら、舞台上で女装して、トイピアノを弾いた）、中川の妻で映画「千と千尋の神隠し」の主題歌で知られる作曲家・歌手の木村弓などの各氏がいる。
東芝EMIから烏龍茶のCMばかり集めた“chai”、ピアノソロアルバムを兼ねた作品集“Cocoloni　utao”、クラシックの名曲の中国楽器によるカバーアルバム“Chai　Classic”をリリース。
テレビ関係ではMBS・TBS系クイズ番組「ダウトをさがせ!」のOP曲「仮面の踊り」や日産自動車の「プリメーラ」(初代P10型)のCM曲「プリマヴェーラ(春)」の作曲(2曲共アルバム『天才の感触3』収録)が有名である。

## 主な作品
- 合奏協奏曲 第2番
- 合奏協奏曲 第3番
- もの思う葦たち
- ピアノ協奏曲
- 影法師—シューベルトの同名の歌曲その他による
- 室内交響曲第1番
- Scheme26212928
- 65のマイクロプレプュード